# Zapora Pong
Zapora Pong, znana także jako Zapora Beas – zapora i elektrownia wodna na rzece Bjas, zlokalizowana w północnej części Indii (stan Himachal Pradesh) w okolicy miasta Talwara. Celem zrealizowanej pomiędzy 1961 a 1974 rokiem inwestycji stała się irygacja rozległych obszarów stanu Himachal Pradesh oraz produkcja energii. W chwili oddania do użytku Zapora Pong stanowiła najwyższą tamę w Indiach. W obszarze powstałego w wyniku spiętrzenia sztucznego rezerwuaru (Maharana Pratap Sagar) znajduje się obecnie rezerwat ptaków.     
Pierwsze plany budowy zapory wodnej na wspomnianym obszarze opracowane zostały w połowie lat dwudziestych XX wieku. Budowa zapory zrealizowana została pomiędzy 1961 a 1974 rokiem. Funkcjonująca w ramach kompleksu elektrownia wodna została ukończona w latach 1978–1983. Całkowita długość zapory wynosi 1951 metrów, zaś jej wysokość 133 metry. Powierzchnia powstałego w wyniku spiętrzenia sztucznego rezerwuaru wodnego wynosi 260 km², a jego maksymalna pojemność 8 570 000 000 m³. Funkcjonująca w ramach kompleksu elektrownia wodna składa się z sześciu turbin wodnych. Ich całkowita moc wynosi 360 MW.
Konsekwencją powstania zapory wodnej Pong stało się wysiedlenie z miejsca dotychczasowego zamieszkania około 150 tysięcy osób..